# Bendaggio all'ossido di zinco

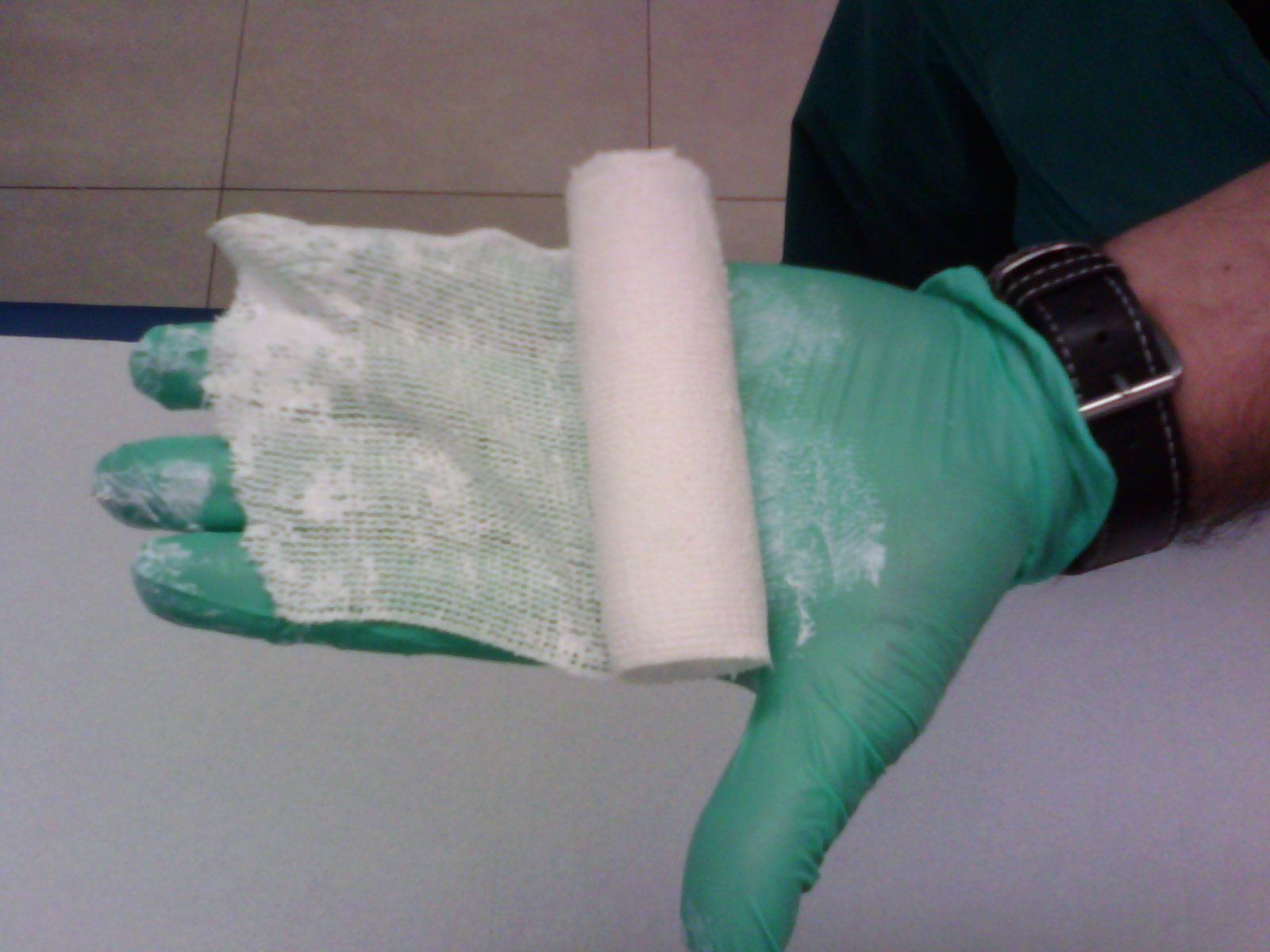
Esempio di benda all'ossido di zinco

Con il termine bendaggio all'ossido di zinco ci si riferisce ad un particolare tipo di bendaggio basato sull'utilizzo di una benda elastica, non sterile, impregnata con pasta ad alto tenore di ossido di zinco.

## Indicazioni
Il bendaggio all'ossido di zinco trova indicazione nel trattamento di:
- Tromboflebiti[1][2]
- Flebotrombosi e sindromi post-flebitiche[3][4]
- Varici ulcus-cruris[5][6][7]
- Bendaggi di sostegno nelle distorsioni, lussazioni, contusioni.
- Bendaggi di sostegno dopo rimozione del gesso.

## Storia
La benda all'ossido di zinco fu ideata nel 1885 dal medico tedesco Paul Gerson Unna (Amburgo, 1850 - 1929), figura di spicco nel campo della dermatologia.

## Caratteristiche
La benda utilizzata è una benda elastica, non sterile, impregnata con pasta all'ossido di zinco, ad elevata capacità adesiva, ma nel contempo di relativa facilità di rimozione.
Alcune bende all'ossido di zinco sono in cotone e Rayon. Sono progettate con bordi soffici e resistenti in modo da ridurre il più possibile "effetto laccio" nei punti difficili. L'elasticità della benda è soprattutto di tipo longitudinale e garantisce una buona aderenza iniziale così come a lungo termine. La resistenza all'uso prolungato è discreta ma ovviamente di gran lunga inferiore a quella di un apparecchio gessato. I produttori dichiarano un elevato potere traspirante. Nella pratica clinica una delle cause più frequenti di autorimozione del bendaggio, contro le indicazioni dei sanitari, è proprio la possibile scarsa tolleranza da parte del paziente, legata al senso di costrizione ed alla scarsa traspirazione associata alla sensazione di fastidio e prurito.

## Razionale d'utilizzo
Il razionale d'uso di questo bendaggio si fonda sulle proprietà lenitive dell'ossido di zinco. Il bendaggio ha inoltre un'azione leggermente disinfettante ed è indicato in tutti i casi in cui si manifesti una flogosi generica e segnatamente per le ulcere di tipo essudativo. Il bendaggio può essere applicato anche in presenza di cute particolarmente sensibile e delicata.
All'azione lenitiva del prodotto si associa l'attività di contenzione elastica fornita dal bendaggio nel suo complesso.

## Confezionamento
In genere il bendaggio viene confezionato in tre strati successivi.

Il primo strato, a contatto con la pelle, è la vera e propria benda di zinco, cioè la benda imbevuta della pasta all'ossido di zinco con aggiunta eventuale di altri sostanze (vedi sezione varietà).
Lo strato intermedio viene confezionato con cotone di Germania o prodotti specifici tipo gommapiuma e serve a distribuire meglio le pressioni esercitate dall'esterno.
Lo strato esterno è confezionato con una benda elastica auto-adesiva.

## Varietà
In alcune formulazioni commerciali alla pasta all'ossido di zinco si associano altre sostanze, quali l'ittiolo oppure la cumarina, sostanza di origine vegetale, che si ritiene abbia proprietà favorenti il drenaggio linfatico e che favorirebbe la lisi e il riassorbimento delle macromolecole proteiche.